# Wiadomości Entomologiczne
Wiadomości Entomologiczne - kwartalnik wydawany przez Polskie Towarzystwo Entomologiczne w Poznaniu. W roku 1969 rozpoczęto wydawanie Biuletynu Informacyjnego, który w 1980 przekształcił się w Wiadomości Entomologiczne.  
Wiadomości Entomologiczne zamieszczają oryginalne artykuły naukowe, artykuły przeglądowe, dyskusyjne, notatki faunistyczne i krótkie doniesienia naukowe, których głównym tematem są owady, artykuły metodyczne, historiograficzne (w tym biograficzne), recenzje prac entomologicznych, polemiki, sprostowania, sprawozdania, komunikaty i inne materiały kronikarskie z zakresu szeroko rozumianej entomologii.  Prace publikowane są w języku polskim z angielskim abstraktem (oryginalne prace badawcze w wyjątkowych sytuacjach publikowane są w języku angielskim z polskim streszczeniem). W suplementach drukowane są materiały konferencyjne (streszczenie referatów, doniesień i posterów) z konferencji organizowanych przez Polskie Towarzystwo Entomologiczne.
- Redakcja w 2005 r.: Lech Buchholz (redaktor naczelny), Jarosław Buszko, Janusz Nowacki, Małgorzata Ossowaka, Paweł Sienkiewicz (sekretarz), Andrzej Szeptycki, Bogdan Wisniowski.